# Paulo Manucio

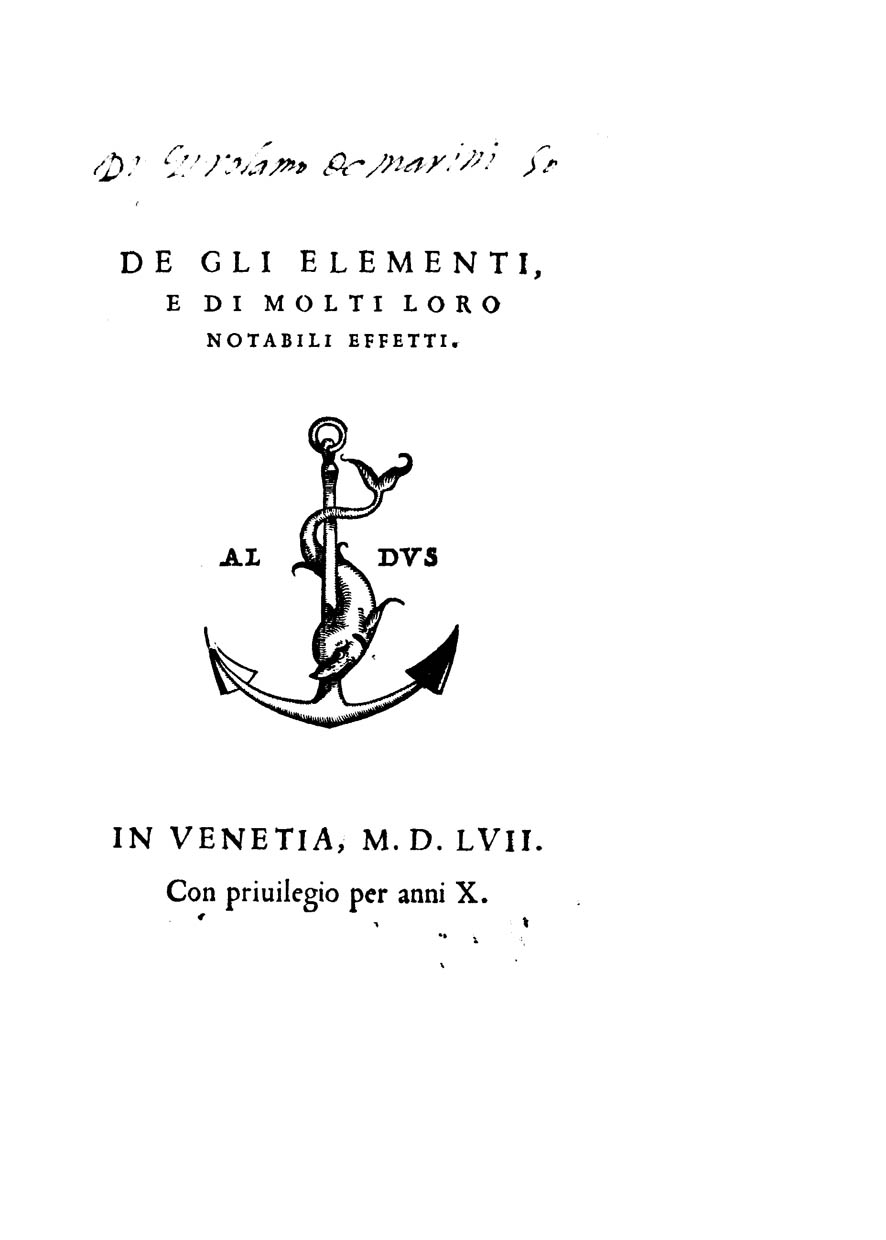
De gli elementi e di molti loro notabili effetti, 1557

Paulo Manucio, (en latín) Paulus Manutius, (en italiano) Paolo Manuzio (1512–1574). Fue un impresor humanista veneciano, el tercer hijo del conocido impresor Aldo Manucio y de su esposa Maria Torresano. 
Aldo murió cuando su hijo tenía dos años, y su abuelo y dos tíos, los Asolani, se encargaron de la  Imprenta Aldina. En 1533, tras una completa educación, Paulo asumió la dirección del negocio paterno, que había decadido debido a la negativa de sus parientes a trabajar con editores expertos. Paulo se propuso revitalizar la popularidad de la imprenta y se separó de la de sus tíos en 1549, dirigiendo su producción a los clásicos latinos. Fue un entusiata de Cicerón, al que dedicó la que puede que sea su mayor contribución, las ediciones corregidas de sus cartas y oraciones (Epistolae ad familiares en 1540, Epistolae ad Atticum y Epistolae ad Marcum Iunium Brutum et ad Quintum Ciceronem fratrem en 1547), sus propias cartas en el estilo de Cicerón, y la versión latina de la obra de  Demóstenes Filípica (Demosthenis orationes quattuor contra Philippum, 1549). Durante su vido combinó las ocupaciones de estudioso e impresor. Como estudioso se le recordará por sus cuatro estudios latinos sobre antigüedades romanas. Sus correctas ediciones de los clásicos impresos con un estilo cuidado fueron muy estimadas aunque sus ventas no siempre le proporcionaron beneficios. A partir de 1556 recibió el apoyo de la Academia de Venecia fundada por Federigo Badoaro. Pero Badoaro cayó en desgracia en 1559 y la academiá dejó de existir en 1562.
Mientras tanto Paulo apoyó la instalación de un taller de imprenta para su hermano Antonio en Bolonia. Este taller fue una fuente de problemas y gastos para Paulo durante los últimos cuatro años Antonio, que murió en 1559. Otro problema que tuvo Paulo fue el extraño contrato que realizó con el gobierno de Venecia para el abastecimiento de pescado.[cita requerida]
En 1561 el papa Pío IV lo invitó a Roma, ofreciéndole un sueldo anual de 500 ducados para establecer y mantener un taller de imprenta allí. Los beneficios de las publicaciones se repartírían entre Paulo Manucio y la Cámara Apostólica. Paulo aceptó la invitación y así transcuyó gran parte de su vida, bajo el pontificado de tres papas con diversa fortuna, en la ciudad de Roma. Con mala salud, los intereses comerciales en Venecia abandonados y la falta de interés mostrada por Pio V hicieron que pensara abandonar Roma varias veces. 
El Vaticano estaba ansioso por utilizar el potencial de la imprenta en la Contrarreforma para reducir la creciente influencia de las publicaciones protestantes tras los Alpes. Las ediciones romanas para la Stamperia del Popolo Romano fueron principalmente obras en latín de teología, bíblicas o literatura patrística. Incluían las obras de Reginald Pole De Concilio y Reformatio Angliae (ambas de 1562) y publicaciones oficiales del Concilio de Trento como los 
Canones et decreta (1564) y el Index Librorum Prohibitorum (1564), el Catecismo romano (1566) y el  Breviario romano (1568).
Paulo se casó con Caterina Odoni en 1546. Tuvieron tres hijos y una hija. Su primogénito Aldo Manucio el Joven le sucedió en la gestión de la imprenta veneciana cuando su padre se estableció en Roma en 1561.